# 沙丘异端
《沙丘異端》（英語：Heretics of Dune）是法蘭克·赫伯特於1984年創作的一部科幻小說，是他「沙丘系列」六部小說中的第五部。它被《紐約時報》列為1984年精裝小說暢銷書的第13名。

## 情節梗概
自神帝雷托·亞崔迪二世3,500年的統治隨著他遭到暗殺而結束以來，時間已經過去1,500年了；人類堅定地走在黃金之路上，雷托的計划是將人類從毀滅中拯救出來。通過粉碎人類三千多年的願望，雷托引起了 "大離散"，在他死後，人類向宇宙的其他地方移動。現在，一些進入宇宙的人回來了，一心想要征服。只有貝尼．潔瑟睿德女修會察覺到了黃金之路，因此他們面臨著一個選擇：是繼續扮演他們傳統的隱秘操縱者的角色，在為自己的生存而奮鬥的同時，悄悄地緩解緊張局勢，引導人類進步；還是擁抱黃金之路，把人類推向一個新的未來，讓人類擺脫滅亡的威脅。

## 劇情簡介
在神帝去世後的1,500年裡，許多事情發生了變化。沙蟲重新出現在厄拉科斯（今拉科斯），每隻沙蟲都帶著神帝意識的碎片，並重新開始生產「美藍極」。但是隨著神帝雷托二世死亡，以「美藍極」為基礎而且非常複雜的經濟體系崩潰了，導致數萬億人在一場「大離散」中離開了已知宇宙。另一方面，一個新的文明崛起，其中有三個主導力量：伊克斯人，他們的無現星艦能夠在星際間駕駛，並且不為「預知力」察覺；貝尼．忒萊素人，他們有能力以「再生箱」製造香料，並且創造了新品種的幻臉人；貝尼·潔瑟睿德女修會，一個擁有超人能力的微妙政治操縱者的母系組織。然而，自「大離散」回歸的人類，正帶著特殊力量回來。這些勢力中最強大的是「尊母」，一個由女性組成的暴力組織，她們為戰鬥和對男人的性控制而培育和訓練。
在拉科斯，出現了一個叫「什阿娜」的女孩（後來發現她是前一部小說《沙丘：神帝》中「希歐娜」的後裔），什阿娜可以控制沙蟲。貝尼·潔瑟睿德女修會打算利用忒萊素人提供的「甦亡人」鄧肯．艾德侯來控制這個「沙騎」，以及他們知道最終會崇拜她的人類宗教力量。忒萊素人對甦亡人鄧肯．艾德侯進行了改造，使其身體反射能力達到了現代標準。貝尼·潔瑟睿德女修會的統御大聖母，塔拉札，帶著邁爾斯-特格（也是希歐娜的後裔）來保護新的艾德侯。塔拉札還派達爾-歐德雷迪（Darwi Odrade）聖母來指揮貝尼·潔瑟睿德女修會在拉科斯的守衛。歐德雷迪是個放蕩不羈的人；她不遵守貝尼·潔瑟睿德女修會關於愛情的禁令，同時她也是特格的親生女兒。貝尼·潔瑟睿德女修會的「銘者」聖母盧西拉（希歐娜的另一個後裔）也是塔拉札派來的，打算以她的性能力來約束艾德侯對女修會的忠誠。然而，盧西拉必須對付聖母施萬虞，她是甦亡人計畫的負責人，也是女修會內部認為甦亡人是威脅的派系領導人。
在伽穆星（原名Giedi Prime）上，塔拉札被尊母抓住，並被挾持在一艘無現星艦上。尊母堅持讓塔拉札邀請特格上船，以進一步獲得並控制甦亡人。特格成功地扭轉了局面，並救出了統御大聖母塔拉札。隨後，拉科斯上的什阿娜遭到了攻擊，但由於女修會的干預而被阻止了。歐德雷迪開始訓練什阿娜成為女修會的一員。大約在同一時間，有人企圖殺害艾德侯，但特格擊退了敵人。特格、鄧肯、盧西拉一起逃到一個年代久遠哈肯能「無現空間」裡。在這裡，特格在盧西拉「銘刻」鄧肯從而將他與女修會綁在一起之前，成功喚醒了艾德侯的原始記憶。與此同時，塔拉札派她信任的將軍伯茲馬利（Burzmali）去尋找特格、鄧肯、盧西拉一行人。伯茲馬利最終與老長官特格建立聯繫。然而在行動中，特格一行人遭到伏擊。特格被俘，盧西拉和鄧肯逃脫。特格被酷刑折磨，但在壓力下意外激發出新的能力：大幅增加的身體運動能力和接近預知能力的「第二視覺」，他利用這些能力輕鬆逃脫。與此同時，艾德侯遭到伏擊並被扣為人質。
塔拉札安排了與忒萊素大師瓦夫的會面，瓦夫很快就被迫說出他所知道的尊母的情況。被問及艾德侯時，瓦夫也承認忒萊素人已經暗中植入程式在甦亡人身上。當會議接近尾聲時，塔拉札意外地預視出瓦夫是一個讚頌者，這給了女修會一個瞭解他們古老競爭對手的槓桿。塔拉札和歐德雷迪在拉科斯再次會面瓦夫。瓦夫試圖刺殺塔拉紮，但歐德雷迪說服瓦夫，女修會與忒萊素人有相同的宗教信仰。塔拉札提出與他們全面結盟，以對抗從大離散回歸的威脅勢力。這個協議震撼了女修會，但歐德雷迪意識到塔拉札的計畫是要摧毀拉科斯。摧毀這個星球，女修會將依賴忒萊素人獲得美藍極，從而確保雙方的聯盟。
盧西拉來到女修會安全屋，發現此處已經被一個名叫默貝拉的年輕尊母接管，她已經抓住了艾德侯。在一場快速的個人戰鬥中被擊敗後，默貝拉誤認盧西拉是尊母，並允許盧西拉和伯茲馬利觀看她對甦亡人進行的性奴役過程。然而，忒萊素人暗中植入的程式啟動了，鄧肯以同等的性能力回應，使默貝拉不知所措；默貝拉朦朧地意識到，這個人就是他們被警告要尋找的甦亡人，於是打開房間的門，想獲得盧西拉的幫助來殺死他。但盧西拉說："我們不會殺任何人。這個甦亡人要帶到拉科斯。"
尊母攻擊拉科斯，殺死了塔拉札。歐德雷迪接替成為女修會的統御大聖母，然後與什阿娜一起騎著沙蟲逃到沙漠中。
特格也到了一處安全屋，但卻發現了尊母。他發揮自己的新能力，並發現他的預知能力使他能夠 "看到 "無現星艦；他搶奪了一艘並找到了鄧肯和盧西拉。一行人一起前往拉科斯，包括默貝拉。當他們到達時，特格攔截了歐德雷迪和什阿娜以及他們的沙蟲，他用「第二視覺」看到了塔拉札的總體計畫。除了特格，所有人搭上無現星艦船，而特格帶領部隊對拉科斯進行了自殺式的防禦，目的是為了激怒尊母。尊母攻擊拉科斯，摧毀了這顆星球和沙蟲──除了女修會帶出來的那隻。
女修會的聖殿星將改造成另一顆沙丘星，但神帝的意識將被稀釋到只剩一隻沙蟲，人類得以永遠擺脫他預知的陰影。